# Heliga Treenighetens och Sankt Lukas grekisk-ortodoxa kyrka
Heliga Treenighetens och Sankt Lukas grekisk-ortodoxa kyrka (engelska: Greek Orthodox Church of the Holy Trinity and St Luke) är en grekisk-ortodox kyrkobyggnad belägen i staden Birmingham, i grevskapet West Midlands i centrala England, i Storbritannien.
Kyrkan är helgad åt Treenigheten och evangelisten Lukas. Den tillhör Thyatira och Storbritanniens grekisk-ortodoxa ärkestift i Konstantinopels ekumeniska patriarkat i den Grekisk-ortodoxa kyrkan.

## Historik
Heliga Treenighetens och Sankt Lukas grekisk-ortodoxa kyrka invigdes den 22 oktober 1995.